# Jirina Prekop

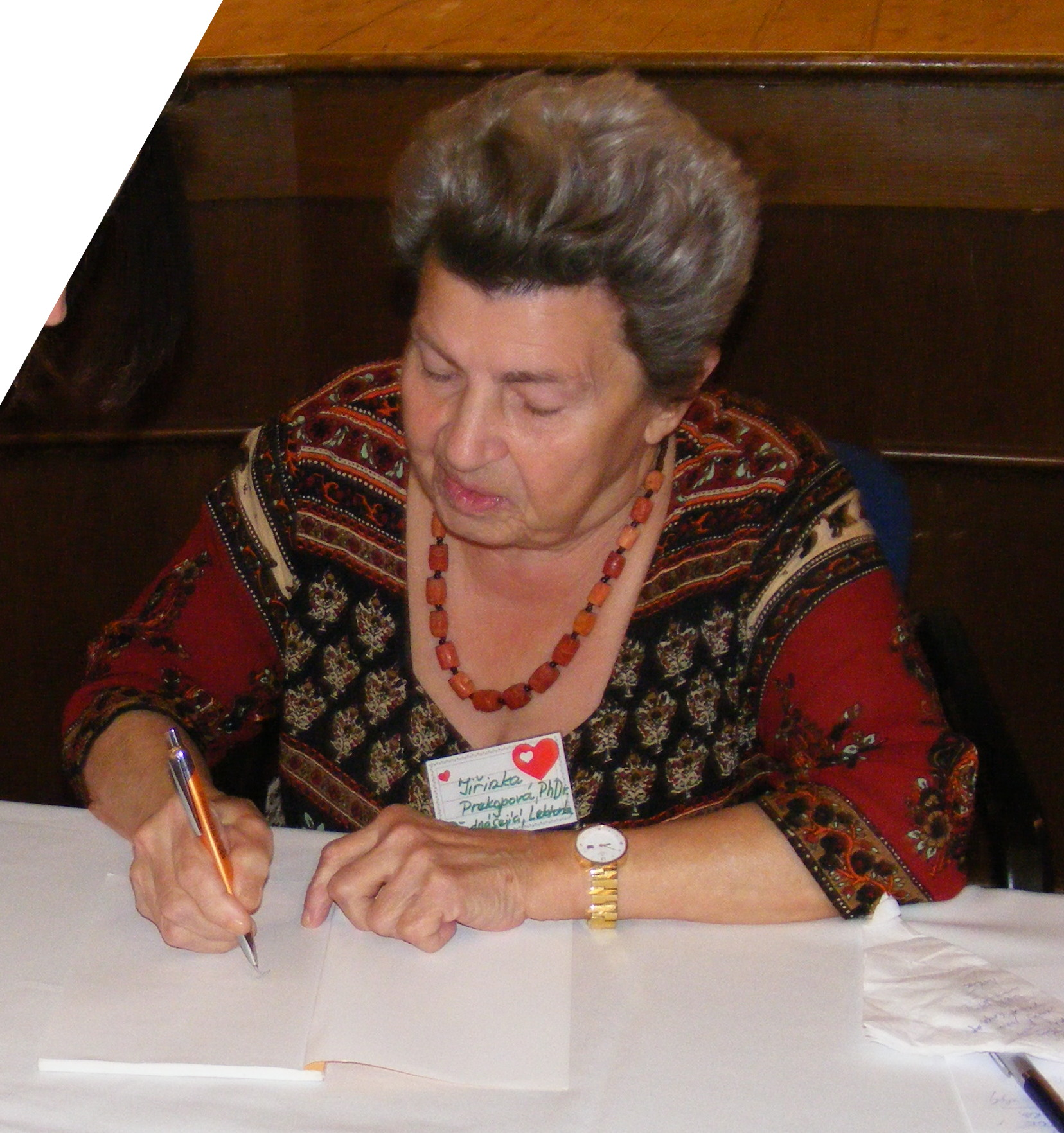
Jirina Prekop (2010)

Jirina Prekop, eigentlich Jiřina Prekopová (* 14. Oktober 1929 in Prostějov; † 7. September 2020 in Prag), war eine tschechoslowakische bzw. tschechische Psychologin.

## Leben
Jirina Prekop studierte Psychologie, Philosophie und Pädagogik in der Tschechoslowakei. Nach dem Zusammenbruch des Prager Frühlings ließ sie sich 1970 in der Bundesrepublik Deutschland nieder. Sie war als Psychologin im Olgahospital in Stuttgart tätig. 1981 übernahm sie von der US-amerikanischen Psychologin Martha Welch die Grundsätze der Festhaltetherapie zur Behandlung von Autismus und entwickelte sie, unter Einbeziehung des systemischen Ansatzes von Bert Hellinger, zur „Festhaltetherapie nach Prekop“ weiter. Daneben veröffentlichte sie mehrere Erziehungsratgeber und unterstützte den familienpolitisch christlich-konservativen Interessenverband Familiennetzwerk, der sich vornehmlich gegen außerfamiliäre Kinderbetreuung engagiert.
Jirina Prekop lebte zeitweise in Lindau und zuletzt in Prag.

## Festhaltetherapie
Bei der Festhaltetherapie halten sich Erwachsene in gegenseitiger Umarmung. Sie schauen sich dabei in die Augen, bis schmerzliche Gefühle, aggressive Impulse oder Ängste auftauchen. Das Halten und In-die Augen-Schauen wird so lange fortgesetzt, bis sich die negativen Gefühle auflösen und das Festhalten zur liebevollen Umarmung wird.
Festhaltetherapie wird auch bei Kindern angewendet. Das ist umstritten, da die Kinder nicht selber einwilligen, und die eigenhändig behandelnden Eltern oft nicht die erforderliche Distanz haben und das Festhalten dann in eine züchtigende bis traumatisierende Maßnahme münden kann.

## Kritik
Kritiker halten den therapeutischen Ansatz Prekops für pseudowissenschaftlich. Die Therapie basiere auf der Annahme, Autismus werde durch eine gestörte Mutter-Kind-Beziehung verursacht; damit steht dieser Ansatz in einer Erklärungstradition, die von Bruno Bettelheim und Nikolaas Tinbergen begründet wurde. Viele Eltern von autistischen Kindern empfanden Schuldgefühle aufgrund der Entwicklung der Kinder und wurden von Psychologen, die in Erziehungsfehlern von „Kühlschrankmüttern“ die Ursache des Autismus sahen, in ihren Schuldgefühlen bestätigt. Eine Therapieform, die die Heilung unter aktiver Mitwirkung der Mütter versprach, führte bei einigen Müttern zu der Hoffnung, das vermeintlich begangene Fehlverhalten wiedergutzumachen. Dass die autistischen Kinder sich hierbei massiv wehrten, wurde dabei in Kauf genommen. Ziel der Vorgehensweise ist, den Willen des autistischen Kindes zu brechen. Seit langer Zeit wird als Ursache für Autismus hauptsächlich eine genetische Disposition gesehen, sodass der tiefenpsychologische Ansatz in der Fachwelt als falsch gilt.
Kinder, die dieser Therapie unterworfen wurden, zeigten eher Symptome des sogenannten Stockholm-Syndroms als dass echte Therapieerfolge erzielt wurden. Letztlich werde praktisch durch teilweise stundenlanges Festhalten der Kinder Gewalt auf die Kinder ausgeübt. Autistische Menschen, die dieser Art der Therapie unterzogen wurden, berichten von Traumatisierungserfahrungen.

## Werke
Folgende Bücher von Jirina Prekop sind im Kösel-Verlag, München, erschienen:
- Der kleine Tyrann, 1988, ISBN 3-466-34198-1.
- Hättest du mich festgehalten. Grundlagen und Anwendung der Festhalte-Therapie, 1989, ISBN 3-466-30296-X.
- (mit Christel Schweizer): Kinder sind Gäste, die nach dem Weg fragen. Ein Elternbuch, 1990, ISBN 3-466-30305-2.
- Unruhige Kinder, 1993, ISBN 3-466-30351-6.
- Schlaf Kindlein – verflixt nochmal!, 1996, 9. Auflage 2004, ISBN 3-466-30675-2.
- (mit Bert Hellinger): Wenn ihr wüsstet, wie ich euch liebe. Wie schwierigen Kindern durch Familien-Stellen und Festhalten geholfen werden kann, 1998, ISBN 3-466-30470-9.
- Erstgeborene – über eine besondere Geschwisterposition, 2000, ISBN 3-466-30529-2.
- Ich halte dich fest, damit du frei wirst: Die Festhaltetherapie: Grundlagen, Anwendungen und Weiterentwicklungen, 2008, ISBN 978-3-466-30812-5

### Zur Person
- Kürschners Deutscher Sachbuch-Kalender, Jg. 2003/2004, Band 2

### Zur Festhaltetherapie
- Lutz Dietrich Herbst, Wider die Zwänge des „Autisten“. Anmerkungen zur Mutter- und Kind-Haltetherapie bei beziehungsauffälligen Kindern, in: Zeitschrift für Heilpaedagogik, Jg. 1986, S. 180–188; auch in: Behindertenpädagogik, Jg. 1988, S. 197–206
- Georg Feuser, Aspekte einer Kritik des Verfahrens des „Erzwungenen Haltens“ (Festhaltetherapie) bei autistischen und anders behinderten Kindern und Jugendlichen, in: Georg Feuser, Wolfgang Jantzen (Hg.), Jahrbuch für Psychopathologie und Psychotherapie, Jg. 1987, S. 73–134
- Wolfgang Hinte, Die kleine Tyrannin oder: Zwei Stunden mit Frau Prekop in einem Zimmer (Rezension zu Prekops Buch Der kleine Tyrann), in: Päd. extra & Demokratische Erziehung, Jg. 1988, S. 45–48
- Ulrich H. Rohmann, Ulrich Elbing, Festhaltetherapie und Körpertherapie : Beschreibung und kritische Würdigung der Mutter-Kind-Haltetherapie, Wut-Reduktions-Methode, Festhaltetherapie, basalen Kommunikation, modifizierten Festhaltetherapie, Musik-Körpererfahrungstherapie, integrativen Körpertherapie, körperkonzentrierten Interaktion, 1990, ISBN 3-8080-0206-9.
- Falk Burchard, Festhaltetherapie in der Kritik, 1992, ISBN 3-89166-139-8.
- Ute Benz (Hg.), Gewalt gegen Kinder. Traumatisierung durch Therapie?, 2004, ISBN 3-936411-60-3.